# لي ريتشاردسون (متسابق دراجات نارية)
لي ريتشاردسون (بالإنجليزية: Lee Richardson)‏ هو متسابق دراجات نارية بريطاني، ولد في 25 أبريل 1979 في هيستينغز في المملكة المتحدة، وتوفي في 13 مايو 2012 في فروتسواف في بولندا.